# 達薩 (義大利)
达萨（義大利語：Dasà），是意大利维博瓦伦蒂亚省的一个市镇。总面积6.19平方公里，人口1222人，人口密度197.4人/平方公里（2009年）。